# Канди
Канди (на синхалски: මහනුවර; на тамилски: கண்டி) е град в централната част на Шри Ланка. Градът е включен в списъка на световното наследство на ЮНЕСКО от 1988 година.

## География
Канди е разположен на хълмист терен. Градът е заобиколен от планините Кадуганава, Хантана и Кокълс, а при влизане се преминават проходите Балана, Балакадува, Галагедара, Джинигатена и Хунасгири.

## История
Според някои исторически сведения, градът е създаден от крал Викрамабуху III (1357 – 1374 г.) в района Ватапулува, северно от съвременния град. Съществуват исторически сведения за съвременния град Канди – Сенкадагала, както е наричан от местните, е основан през 14 век. През 1592 г. градът става столица на последното останало независимо кралство на острова, след инвазията на португалци, англичани и холандци. Кандийското кралство е съществувало като независима държавна единица на острова. Кралството е основано в края на 15 век и продължава своето съществуване до края на 19 век. Кралете от династията Наякар (1739 – 1815 г.) през своето управление правят много за възстановяването на Синхалското будистко свещеничество и насърчават развитието на будисткото изкуство и архитектура на острова.
През 1815 година в двореца в града е подписана Кандийската конвенция между главнокомандващите на британското поселение в града, начело с генерал Робърт Браунриг и вождовете от местното население.

## Култура

### Архитектура
Градът е известен със своята архитектура. „Храмът на Зъба“ е един от най-забележителните будистки храмове в Канди и страната. Намира се в дворцов комплекс. В него се съхранява безценна будистка реликва – зъб на Буда. Други значими архитектурни обекти са: Дворцовият комплекс, храмът на Бог Ната, храмът на Бог Вишну и храмът на Бог Катарагама.